# Взрывы артиллерийского склада в Пули-Хумри
Взрывы артиллерийского склада в Пули-Хумри — катастрофа, случившаяся в августе 1988 года в окрестностях города Пули-Хумри, провинции Баглан, Республики Афганистан.

Событие произошло на заключительном периоде Афганской войны.

## Предыстория

### Создание армейских складов в Келагайской долине
После ввода советских войск в Афганистан, руководство ВС СССР, предвидя, что конечный срок пребывание войск на территории сопредельного государства становится неопределённым, начинает предпринимать меры по улучшению снабжения войск всеми видами обеспечения.

В первую очередь требовалось создать крупную перевалочную базу для хранения военного имущества, горюче-смазочных материалов и боеприпасов. Для этой цели руководство ВС СССР планирует развёртывание крупной складской зоны вблизи дороги соединяющей Кабул и приграничный город Хайратон в провинции Балх. Выбор места падает на расположенную в 5—7 километрах юго-восточнее города Пули-Хумри, так называемую Келагайскую долину (иногда употребляется как Килагайская долина). Данное название использовалось советскими военнослужащими и происходит от уезда Келагай. Название равнины от местных жителей, имевшееся на советских военных картах — степь Лайика.

Келагайская долина представляла собой относительно крупный участок равнинной местности площадью приблизительно в 20 км² в окружении гор. 

Выбор данного участка объяснялся тем, что Пули-Хумри являлся стратегически важным городом возле пересечения дорог, по которым можно было попасть в северо-восточные провинции Кундуз и Бадахшан, а также во все восточные и юго-восточные провинции, включая столицу.

Снабжение 80 % частей и соединений 40-й Армии, за исключением тех соединений и частей, которые находились в западных и южных провинциях (направление Герат-Кандагар) — осуществлялось автомобильным снабжением по автодороге проходящей через г. Пули-Хумри. Также на момент выбора местности — на этом участке не было населённых пунктов.

В период с 8 февраля по 9 марта 1980 года в Келагайской долине начинается строительство и обустройство следующих военных складов 40-й Армии:
- 1349-й автомобильный склад — в/ч 81444
- 1386-й склад горючего — в/ч  82939
- 1429-й продовольственный склад — в/ч 81824
- 1470-й вещевой склад — в/ч 84415
- 1474-й медицинский склад — в/ч 85163
- 3553-й склад бронетанкового имущества — в/ч 77787
- 3557-й инженерный склад — в/ч 77789
- 3572-й химический склад — в/ч 77798
- 3597-й склад средств связи — в/ч 77810
- 3704-й артиллерийский склад вооружения и боеприпасов — в/ч пп 77824
- 6007-й склад квартирного имущества — в/ч 78127

24 февраля 1980 года формируется соединение, которое должно было обеспечить полноценное функционирования всех перечисленных выше складов и выполнения перевозок, как от советско-афганской границы до складов, так от складов  до воинских частей 40-й Армии — это 59-я бригада материального обеспечения (59-я брмо или в/ч 92053), дислокацией которого также была определена Келагайская долина. Все 11 складов вошли в состав 59-й брмо.
В Келагайской долине в середине 1980-х годов были размещены колоссальные запасы материальных и технических средств, горючего и боеприпасов, предназначенных для полноценного функционирования частей и соединений 40-й Армии.

### Гарнизон в Келагайской долине
Гарнизон советских войск Келагайской долины (официально гарнизон города Пули-Хумри) к 1988 году состоял из 25 военных городков и оценивался в 6 700 человек.
Численность личного состава 59-й брмо 6-батальонной структуры доподлинно неизвестна, но на вооружении бригады было 1350 автомобилей.
Для создания безопасной режимной зоны вокруг складов требовалось наличие крупной воинской части, которая обладала бы достаточными людскими резервами и количеством боевой техники для обеспечения сторожевого охранения на подступах к складам. Зона безопасности вокруг складов в первую очередь должна была защитить от артиллерийского обстрела со стороны противника. Для этой цели 5 апреля 1980 года в Келагайскую долину был передислоцирован 395-й мотострелковый полк 201-й мсд (в/ч 24785). Сторожевые заставы 395-го мсп были выставлены на всех господствующих высотах вокруг Келагайской долины. Личный состав 395-го мсп, развёрнутого по полному штату, как и у всех однотипных полков в составе 40-й Армии, был около 2200 человек.
По мере увеличения поставок горюче-смазочных материалов и строительства топливных трубопроводов, склад ГСМ в Пули-Хумри значительно увеличился и потребовал создания нового формирования по обслуживанию как склада, так и трубопроводов. Так, в августе 1982 года в Келагайской долине обосновались штаб 276-й трубопроводной бригады (в/ч 38021) и подразделения бригадного комплекта, которые находились ближе к автодороге Кабул-Хайратон, чем остальные воинские части.
В апреле 1980 года для медицинского обеспечения советских воинских частей в северо-восточной части Афганистана, в Келагайской долине формируется 329-й военный полевой госпиталь (в/ч 86608) на 100 койко-мест (изначально). В последующем госпиталь расширился.

Кроме указанных формирований в Келагайской долине размещалась половина 254-й отдельной вертолётной авиационной эскадрильи (254-я оваэ), закреплённой за 201-й мсд, вместе с формированиями наземного обслуживания. После вывода советских частей из г. Кундуз и Файзабад в июле 1988 года, 254-я оваэ в полном составе была передислоцирована в Келагайскую долину.

### Состояние 3704-го артиллерийского склада
Осенью 1987 года начальник 3704-го артиллерийского склада майор Дадонов В. Б. доложил заместителю командующего 40-й Армии по вооружению, генерал-майору Королёву В. С. о создавшейся ситуации на 3704-м артиллерийском складе. Склад был фактически перегружен сверх нормы в несколько раз:

…Надо отметить, что войсковые склады боеприпасов по некоторым номенклатурам были перегружены и имели больше запасов в 1,5-2 раза, особенно по боеприпасам к наземной артиллерии и к миномётам, реактивных снарядов и зенитных было больше положенных норм. Всё это требовало немедленного рассредоточения или первоочередного израсходования в ходе войсковых операций без пополнения с окружных складов…— генерал-майор Королёв В. С.
Учитывая жаркое и сухое лето в Афганистане, когда температура воздуха поднималась выше сорока градусов, малейший пожар на артиллерийском складе, на котором практически все боеприпасы находились под открытым небом, мог обернуться тяжёлыми последствиями. Артиллерийский склад находился севернее военных городков гарнизона и занимал площадь примерно в 30-40 гектаров.

## Взрывы
10 августа 1988 года  в 11:45 на 3704-м артиллерийском складе послышались первые негромкие взрывы и появился дым над хранилищами. Далее взрывы стали нарастать и становится всё более мощными. 

На территорию склада въехала пожарная машина и танковый тягач.

Пожар перекидывался от одного капонира к другому. После наступил самый мощный взрыв, причиной которого послужила детонация хранилища взрывчатых веществ. Данный взрыв по показаниям очевидцев напоминал ядерный с появлением характерного ядерного гриба. По словам очевидцев, возникшая ударная волна от этого взрыва и стала главной причиной разрушения множества построек на территории военных городков.

Из-за возникшего пожара стали срабатывать маршевые двигатели 122-мм реактивных снарядов к РСЗО БМ-21, находящиеся в хранилище, которые, разлетаясь в радиусе до 3 километров, создавали ещё большие разрушения.

В связи с тяжёлой ситуацией и угрозой для жизни военнослужащих, принимается решение о немедленной эвакуации помещённых на излечение раненых и больных из 329-го военного полевого госпиталя и его персонала в количестве около 500 человек, на территорию штаба 276-й тпбр, военный городок которой находился дальше всех остальных воинских частей от эпицентра взрыва.

Командование 59-й брмо принимает решение об эвакуации караульных из состава подчинённой ей 119-й отдельной мотострелковой роты (119-й омср), которые находились на охране горящего артиллерийского склада, а также других военнослужащих, задействованных в тот день на технических работах на складах. Для этого на территорию склада въезжают БТР 119-й омср и танки от 395-го мсп.

В оперативном порядке перекрывается движение по трассе Кабул-Хайратон.

К вечеру 10 августа в штабе 276-й тпбр создаётся оперативная группа по ликвидации последствия катастрофы, во главе с командующим 40-й Армией генерал-лейтенантом Громовым Б. В..

Взрывы в горящих хранилищах продолжались на протяжении 5-6 часов после начала пожара. Отдельные очаги пожара продолжали детонировать в течение последующих 3 суток. Только на 4-е сутки после начала взрывов, стало возможным осуществление осмотра и съёмки на видеокамеру последствий.

## Причины катастрофы
Мнения очевидцев катастрофы относительно её причины принципиально различаются. Главными остаются две версии:

### Пожар по причине обстрела
Данная версия является официальной. Государственную комиссию по установлению причин и последствий катастрофы, начавшую работу с 22 августа, возглавил бывший заместитель командующего 40-й Армией по вооружению, генерал-майор Королёв В. С. По изучению всех материалов и исследования уничтоженных складов комиссия сделала вывод, что причиной пожара на 3704-м артиллерийским складе послужила диверсия с одновременным обстрелом склада противником. По заключению комиссии — реактивный снаряд противника попал в хранилище, где находился штабель сложенных 122-мм реактивных снарядов РСЗО для БМ-21, которые при пожаре были разбросаны в радиусе 3-х километров. Согласно утверждению генерал-майора Королёва В. С., по разведывательным данным обстрел совершили банды полевых командиров Фарахутдина и Малида..

Эту версию подтверждают свидетельства военнослужащих 119-й омср, неоднократно наблюдавших обстрелы артиллерийского склада:

…В последнее время со стороны духов (примеч. — моджахеды) участились случаи обстрела нашей бригады «эрэсами» и я лично дважды находился сам на охране артсклада во время таких обстрелов, когда кроме прочих, несколько снарядов пролетев над моей головой, легли на артскладе (между капонирами) и за складом ВВ (взрывчатых веществ), в общем, тогда бог миловал… — Воспоминания Дмитрия Турача, военнослужащего 119-й омср
Есть показания очевидцев, которые слышали ракетную атаку противника.
По версии западных и пакистанских источников, причиной пожара послужила ракетная атака противника.

### Пожар по причине нарушения техники безопасности
По мнению некоторых очевидцев, причина пожара была в нарушении техники безопасности при ведении сварочных работ на территории артиллерийского склада.

## Последствия

### Материальные потери
В результате взрывов на 3074-м артиллерийском складе был нанесён колоссальный ущерб:
- полностью уничтожен резерв боеприпасов различных типов, объёмом до 1000 вагонов;
- уничтожено 6 складов пожаром, вызванным разлетавшимися реактивными снарядами;
- уничтожено 19 сборно-щитовых зданий для проживания военнослужащих и вольнонаёмных;
- частичные разрушения госпиталя и казарм;
- огнём уничтожено более 100 автомобилей;
- сгорел со всей документацией штаб 395-го мотострелкового полка;
- полностью сгорел один вертолёт Ми-8 и частично повреждены 7 единиц Ми-8 и 7 единиц Ми-24 из состава 254-й отдельной вертолётной авиаэскадрильи, на восстановление которых ушло 5-6 дней[14].

Фактически 75 % построек на территории военных городков 59-й бригады и 395-го полка были уничтожены. В результате разлёта неразорвавшихся снарядов, практически вся территория гарнизона стала зоной повышенного риска. Было полностью нарушено энергоснабжение и водоснабжение объектов. Полностью нарушено полноценное функционирование объектов гарнизона.
Согласно данным предоставляемым западными и пакистанскими источниками, точного количества уничтоженных боеприпасов и топлива не приводится, но указывается что их запасов было достаточно для ведения боевых действий правительственными войсками Республики Афганистан в течение двух лет.

### Людские потери
Точные данные о жертвах среди военнослужащих и вольнонаёмных неизвестны.
Достоверно известно о следующих погибших:
- 59-я бригада материального обеспечения — 2 военнослужащих:
  - лейтенант — начальник учебно-операционного отделения 1256-й военной пожарной команды, погибший при попытке эвакуации подчинённых на танковом тягаче[17];
  - прапорщик — начальник хозяйственной части склада ГСМ 424-го отельного автомобильного батальона [18].
- 329-й военный полевой госпиталь — 1 погибшая женщина-вольнонаёмная, работавшая поваром[12];
- 395-й мотострелковый полк — 3 военнослужащих[19][20][21];
- 1388-й отдельный батальон материального обеспечения 103-й гвардейской воздушно-десантной дивизии — 1 военнослужащий[22];
- с неуказанной в источниках принадлежностью к воинским частям — 2 военнослужащих[23][24].

Множество военнослужащих при взрывах артиллерийского склада получили осколочные ранения, контузии и термические  ожоги.
Согласно данным, предоставляемым западными и пакистанскими источниками, количество жертв среди военнослужащих также является неизвестным. При этом западные источники утверждают, что в МИД СССР отрицали сам факт гибели военнослужащих.

## См.также
- 40-я Армия
- 59-я бригада материального обеспечения